# 海南朝鲜族乡
海南朝鮮族鄉（中国朝鲜语：／）是中华人民共和国黑龙江省牡丹江市西安区下辖的一个民族乡。

## 行政区划
海南朝鲜族乡下辖以下村级行政区划单位：
中兴村、红星村、南拉古村、山河村、沙虎村、河夹村、红旗村、拉南村、河南村、北拉古村、石头沟村和海南林场。